# Owe Wikström

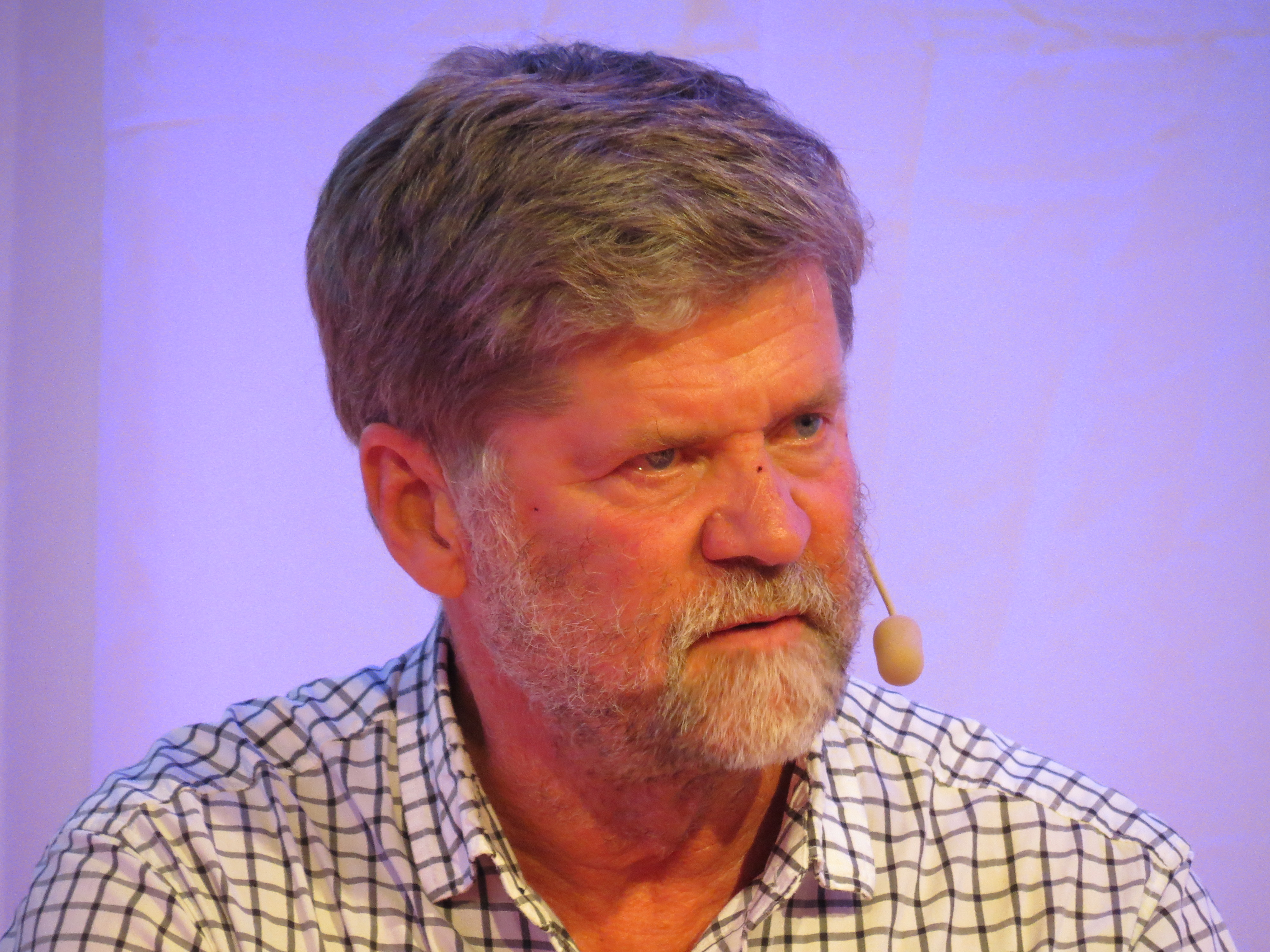
Owe Wikström på Bokmässan i Göteborg 2014.

Fred Bernt-Owe Wikström, född 16 april 1945 i Överluleå, är en svensk teolog, författare, psykoterapeut och präst.  Åren 1984–2012 var han professor i religionspsykologi vid Uppsala universitet.

## Verksamhet
Wikström är känd inom religionsvetenskapen för sin forskning om förhållandet mellan religion och olika kliniska psykologiska tillstånd, som trauman och fobier. Han har även forskat på moderna författarskap och klassiska kompositörer med användning av socialkonstruktivistiska och psykodynamiska teorier. Han är särskilt upptagen av samspelet individ–kultur för tolkningen av religiös erfarenhet. Vid sidan av vetenskapliga publikationer har han skrivit ett tjugotal böcker om musik, litteratur, konst och populärkultur. 
Wikström utsågs till professor 1984, och är verksam internationellt i bland annat Erasmus. Han har ofta medverkat i media kring kulturella och religiösa frågor. Han är ledamot av Nathan Söderblom-Sällskapet. Han var visiting professor (1988) vid Princeton University och (1993) i Benares, Indien.  
Med Långsamhetens lov som han utgav 2001 – 170 000 exemplar i Sverige och översatt till tio språk – nådde han ut till den stora publiken.
Han medverkade även i dokumentärfilmen Trädälskaren (2008).

## Utmärkelser
- 2004 – Città delle Rose, Roseto degli Abruzzi, Italien: ”Första pris i klassen utländska essäer för La dolce indifferenza dell'Attimo [Långsamhetens lov]”.
- 2005 – Bier Award. American Psychological Association, Washington: ”Outstanding contribution to Psychology of Religion”.
- 2007 – C S Lewis-priset: ”Genom att se och beskriva vår tids djupa behov har han, precis som C S Lewis, hjälpt många att upptäcka dörren till det inre rummet.”
- 2008 – Hedersdoktor vid Åbo Akademi
- 2009 – Hedersledamot vid Norrlands nation
- 2010 – ÅF-priset (100 000 SEK) från ÅForsk[2]
- 2014 – JO Wallinpriset